# スペイン乗馬学校

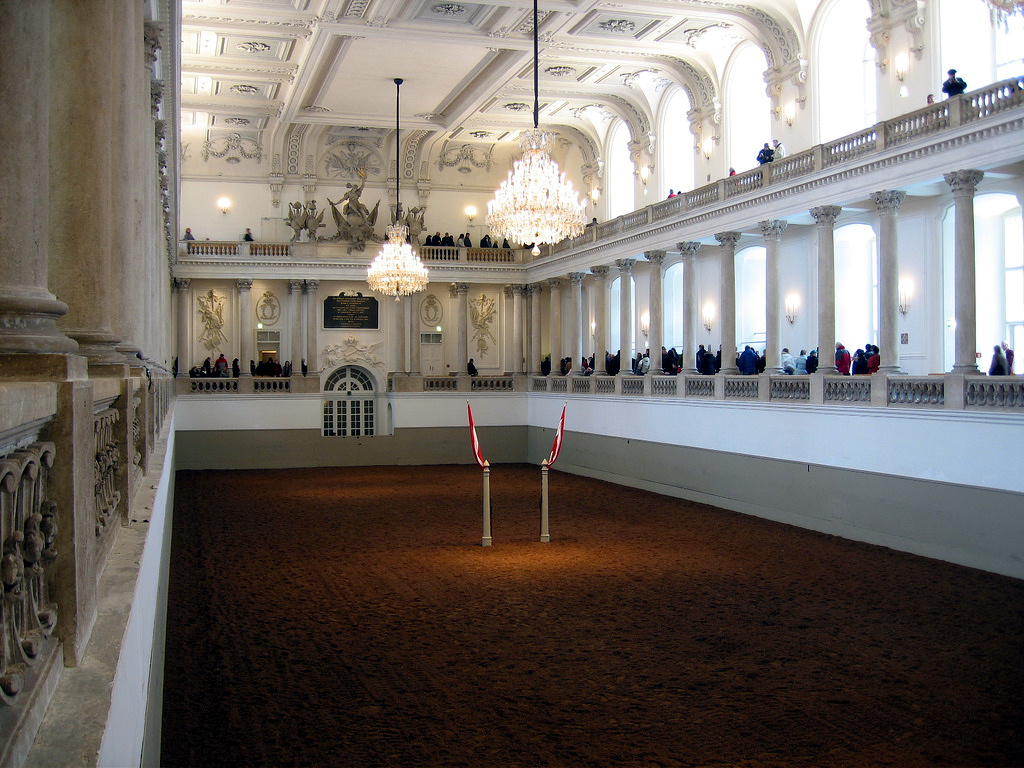
スペイン乗馬学校

スペイン乗馬学校 (スペインじょうばがっこう、ドイツ語: Spanische Hofreitschule、英語: Spanish Riding School)は、オーストリアのウィーンにある、古典馬術を現代に伝える組織である。

## 概要
スペイン乗馬学校はオーストリアのウィーンにおかれた、古典馬術の維持保存を目的とした組織である。16世紀のマクシミリアン2世の時代にスペインからもたらされたアンダルシア馬を他種と交配したリピッツァ馬による馬術供覧がホーフブルク宮殿で行われ、朝の調教も見学できる 。

## 参照項目
- ウィーンの観光
- リピッツァ馬
- 王立アンダルシア馬術学校 (スペインのヘレス・デ・ラ・フロンテーラ)
- カウボーイ作戦